# Franziska Sick
Franziska Sick (* 30. Januar 1957 in Göppingen) ist eine deutsche Literaturwissenschaftlerin und Romanistin.

## Leben
Franziska Sick studierte Romanistik und Germanistik an der Albert-Ludwigs-Universität Freiburg i.Br., war Fremdsprachenassistentin am Lycée d’Etat mixte Chaptal in Mende (Frankreich), legte nach dem Ersten Staatsexamen 1982 in Französisch und Deutsch auch die Staatliche Prüfung für Übersetzer in der französischen Sprache beim Kultusministerium Baden-Württemberg  ab. Als Stipendiatin der Studienstiftung des deutschen Volkes promovierte sie 1987 an der Universität Freiburg. Bis 1990 war sie DAAD-Lektorin für deutsche Sprache, Literatur und Landeskunde an der Universität Limoges (Frankreich). 1991 wurde sie Wissenschaftliche Assistentin und Hochschuldozentin am Institut für Literaturwissenschaft/Romanische Literaturen der Universität Stuttgart. Dort habilitierte sie sich 1997. Seit 2000 ist sie Professorin für Romanische Literaturwissenschaft an der Universität Kassel (im Ruhestand seit 2023). Mitgliedschaften und hochschulexterne Funktionen: Deutscher Hochschulverband, Deutscher Romanistenverband, Deutscher Frankoromanistikverband.

## Forschung
Arbeitsschwerpunkte von Franziska Sick sind das Theater / Drama des Barock und der Klassik, die Avantgarden des 20. Jh. (Surrealismus, Nouveau Roman, Oulipo), Strukturalismus und Narratologie, Erzähltheorie, Medientheorie und Raumtheorie. Ihre Arbeitsweise ist kulturwissenschaftlich ausgerichtet. Historisch werden Themen wie digitales Gedächtnis, Landschaft und Karte, Intimität und Erotik, Beruf und Berufung, Krise und Untergang in Blick genommen.

## Auszeichnungen
- 1988: Nachwuchspreis für Romanische Literaturwissenschaft (Dissertation) zu Ehren von Hugo Friedrich und Erich Köhler, Universität Freiburg

## Schriften (Auswahl)
Monografie
- Literaturpolitik und politische Literatur. Zum Selbstverständnis der französischen Romanschriftsteller im Umkreis der Volksfront. Winter, Heidelberg 1989, ISBN 3-533-04113-1

Herausgeberschaften
- Stadtraum, Stadtlandschaft, Karte. Literarische Räume vom 19. Jahrhundert bis zur Gegenwart. Narr, Tübingen 2012, ISBN 978-3-8233-6698-0
- Raum und Objekt im Werk von Samuel Beckett. transcript, Bielefeld 2011, ISBN 978-3-8376-1515-9
- Mit Ingrid Baumgärtner und Paul-Gerhard Klumbies: Raumkonzepte. Disziplinäre Zugänge. V&R unipress, Göttingen 2009, ISBN 978-3-89971-694-8
- mit Christof Schöch: Zeitlichkeit in Text und Bild. Winter, Heidelberg 2007, ISBN 3-8253-5290-0
- mit Michael Einfalt, Ursula Erzgräber und Ottmar Ette: Intellektuelle Redlichkeit. Intégrité intellectuelle. Literatur – Geschichte – Kultur. Festschrift für Joseph Jurt. Winter, Heidelberg 2005, ISBN 3-8253-5030-4.
- mit Beate Ochsner: Medium und Gedächtnis. Von der Überbietung der Grenze(n). Lang, Frankfurt a. M. 2004, ISBN 3-631-52460-9
- mit Helmut Pfeiffer: Lüge und (Selbst-)Betrug. Kulturgeschichtliche Studien zur Frühen Neuzeit in Frankreich. Königshausen & Neumann, Würzburg 2001, ISBN 978-3-8260-1735-3

Aufsätze
- Krisen- und Todeserzählungen. Albert Camus‘ Roman Die Pest im Kontrast zum europäischen Krisendiskurs. in: Angela Oster und Jan-Henrik Witthaus (Hrsg.): Pandemie und Literatur. Mandelbaum, Wien / Berlin 2021, ISBN 978-3-85476-986-6, S. 57–85
- Geschlechtsspezifische Ehre versus geschlechtsneutrale Leidenschaft. Vom spanischen Ehrendrama zu Pierre Corneille und Jean Racine. In: PhiN Beiheft 26, 2021, S. 28–52 (fu-berlin, PDF); (Universität Kassel)
- Schwarze Erotik. Von Baudrillard zu Racine und Rousseau. In: Susanne Bach (Hrsg.): Erotik in Literatur und Theater. WVT Wissenschaftlicher Verlag, Trier 2019, ISBN 978-3-86821-824-4, S. 33–50.
- Ökonomie der Intimität: Racine, Rousseau. In: Gesine Hindemith und Dagmar Stöferle (Hrsg.): Der Affekt der Ökonomie. Spekulatives Erzählen in der Moderne. De Gruyter, Berlin / Boston 2018, ISBN 978-3-11-047744-3, S. 17–37.
- Untergangsphantasien/-diskurse: Goll, Céline, Gracq, Houellebecq. In: Romanische Studien 4, 2016, ISSN 2364-4753, S. 65–98.
- Die Erzähltheorie erzählen – am Beispiel von Perecs L’Augmentation und La Disparition. In: Christiane Solte-Gresser und Manfred Schmeling (Hrsg.): Theorie erzählen – Raconter la théorie – Narrating Theory. Fiktionalisierte Literaturtheorie im Roman. Königshausen & Neumann, Würzburg 2016, ISBN 978-3-8260-5886-8, S. 245–257.
- Mimesis und (Selbst-)Beobachtung. Notizen zu Diderot, Beckett und Zuckerberg. In: Friedrich Balke, Bernhard Siegert und Joseph Vogl (Hrsg.): Archiv für Mediengeschichte – Mimesis. Fink, München 2012, ISBN 978-3-7705-5519-2, S. 51–63.
- Berufung ohne Ruf. Berufslegenden bei Jean-Jacques Rousseau und Michel Leiris. In: Patricia Oster und Karlheinz Stierle (Hrsg.): Legenden der Berufung. Winter, Heidelberg 2012, ISBN 978-3-8253-6041-2, S. 127–149.
- Maler mit und ohne Hand. Gefilmte und verfilmte Malerei bei Rivette und Saura. In: Johannes Bilstein und Guido Reuter (Hrsg.): Auge und Hand. Athena, Oberhausen 2011, ISBN 978-3-89896-435-7, S. 167–187.
- Bildbeschreibung als Signatur. Zur Verortung des Erzählers in La Vie mode d’emploi von Georges Perec. In: Romanistische Zeitschrift für Literaturgeschichte 33, 2009, ISSN 0343-379X, S. 147–168.
- Medium, Theater und Film bei Beckett. In: Henri Schoenmakers, Stefan Bläske, Kay Kirchmann und Jens Ruchatz (Hrsg.): Theater und Medien. Grundlagen – Analysen – Perspektiven. Eine Bestandsaufnahme. transcript, Bielefeld 2008, ISBN 978-3-8376-1064-2, S. 161–169.
- (Populär)Wissen und Gedächtnis: Zur Wissensorganisation und -distribution im Internet. In: Christoph Jacke und Martin Zierold (Hrsg.): Populäre Kultur und soziales Gedächtnis: theoretische und exemplarische Überlegungen zur dauervergesslichen Erinnerungsmaschine Pop. Lang, Frankfurt a. M. 2008 (= special issue SPIEL 24), 2005, no. 2, ISSN 0722-7833 (Print), ISSN 2199-8078 (Online), S. 223–238.
- Nathalie Sarraute: Portrait d’un inconnu (1948) und Alain Robbe-Grillet: La jalousie (1957). In: Wolfgang Asholt (Hrsg.): 20. Jahrhundert. Roman. Stauffenburg, Tübingen 2007, ISBN 978-3-86057-909-1, S. 269–322.
- Schock, Trauma und Verletzung. In: Heinz Thoma und Kathrin van der Meer (Hrsg.): Epochale Psycheme und Menschenwissen. Von Montaigne bis Houellebecq. Königshausen & Neumann, Würzburg 2007, ISBN 978-3-8260-3130-4, S. 151–168.
- Pierre Corneille: Le Cid (1637). In: Henning Krauß, Till R. Kuhnle und Hanspeter Plocher (Hrsg.): 17. Jahrhundert. Theater. Stauffenburg, Tübingen 2003, ISBN 3-86057-902-9, S. 35–69.
- Utopia, Arcadia und die Welt der wahren Liebe. In: Klaus W. Hempfer und Helmut Pfeiffer (Hrsg.): Spielwelten. Performanz und Inszenierung in der Renaissance. Steiner, Stuttgart 2002, ISBN 978-3-515-07907-5, S. 131–146.
- Tragisches Potential und untragisches Ende. Absolutistische Konzepte in den frühen Dramen Corneilles. In: Rudolf Behrens und Roland Galle (Hrsg.): Historische Anthropologie und Literatur. Königshausen & Neumann, Würzburg 1995, ISBN 3-8260-1114-7, S. 91–107.